# Diocese de Rondonópolis-Guiratinga

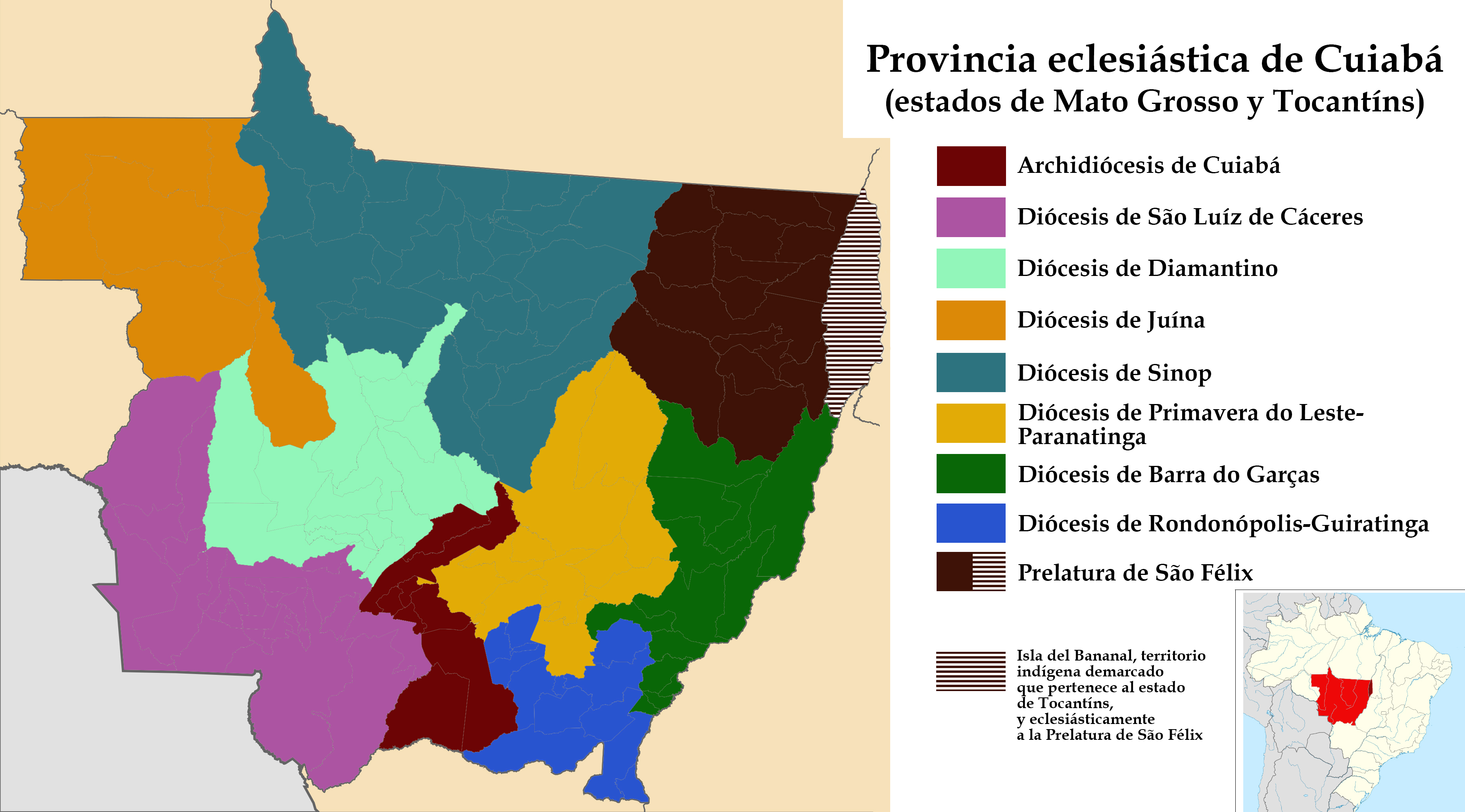
Província Eclesiástica de Cuiabá.

A Diocese de Rondonópolis-Guiratinga (Dioecesis Rondonopolitanus-Guiratingensis) é uma circunscrição eclesiástica da Igreja Católica no Brasil, pertencente à Província Eclesiástica de Cuiabá e ao Conselho Episcopal Regional Oeste II da Conferência Nacional dos Bispos do Brasil, sendo sufragânea da Arquidiocese de Cuiabá. A sé episcopal está na Catedral Santa Cruz, na cidade de Rondonópolis. A diocese também conta com a Concatedral de São João Batista, localizada na cidade de Guiratinga, no estado de Mato Grosso.

## Histórico
A Prelazia de Chapada (Territorialis Praelatura Chapadensis) foi erigida a 13 de julho de 1940, pelo Papa Pio XII, desmembrada da Arquidiocese de Cuiabá.
No dia 25 de novembro de 1961, o Papa João XXIII alterou sua denominação para Prelazia de Rondonópolis (Territorialis Praelatura Rondonopolitanus). O Papa João Paulo II elevou a prelazia à dignidade de diocese no dia 15 de fevereiro de 1986.
Em 25 de junho de 2014 o Papa Francisco alterou o nome da circunscrição para a denominação atual, recebendo território da suprimida diocese de Guiratinga.

## Demografia
Dados estatísticos da Diocese de Rondonópolis-Guiratinga em 25 de junho de 2014, data em que teve seu nome modificado, constam que possui um área de 53.405 km² e uma população de 327.000 habitanties sendo 255.500 católicos. Possui 19 Paróquias (+ 1 quase-paróquia), 25 sacerdotes diocesanos.
Os municípios da nova circunscrição eclesiástica são 13: Alto Araguaia, Alto Garças, Alto Taquari, Dom Aquino, Guiratinga, Itiquira, Jaciara, Juscimeira, Pedra Preta, Rondonópolis, São José do Povo, São Pedro da Cipa e Tesouro.

## Bispos
|                          | Nome                               | Período    | Notas             |
| Bispos                   | Bispos                             | Bispos     | Bispos            |
| ------------------------ | ---------------------------------- | ---------- | ----------------- |
| 3°                       | Maurício da Silva Jardim           | 2022-atual |                   |
| 2º                       | Juventino Kestering                | 1997- 2021 | Faleceu no cargo  |
| 1º                       | Osório Willibaldo Stoffel, O.F.M.  | 1986-1997  |                   |
| Bispos Prelados          |                                    |            |                   |
| 2º                       | Osório Willibaldo Stoffel, O.F.M.  | 1970-1986  |                   |
| 1º                       | Vunibaldo Godchard Talleur, O.F.M. | 1961-1970  |                   |
| Prelados de Chapada      |                                    |            |                   |
| 1º                       | Vunibaldo Godchard Talleur, O.F.M. | 1947-1961  | depois como bispo |
| Administrador de Chapada |                                    |            |                   |
| 1º                       | Vunibaldo Godchard Talleur, O.F.M. | 1941-1947  |                   |